# Unihockey Berner Oberland
Unihockey Berner Oberland ist ein Schweizer Unihockeyverein aus Höfen bei Thun im Berner Oberland, dessen erste Mannschaft in der Schweizer Nationalliga A spielt.

## Geschichte
Seinen Ursprung hat der Verein im TV Höfen aus der ehemals selbstständigen Gemeinde Höfen bei Thun (seit 2014 Teil der Gemeinde Stocken-Höfen), der sich 1987/88 erstmals an den Schweizer Unihockeymeisterschaften beteiligte. 1995 wurde die Unihockeyabteilung verselbstständig und trat neu als UHC Höfen auf. 1999/2000 gelang den Damen des UHC Höfen der erstmalige Aufstieg in die Nationalliga B. Über die Jahre entwickelte sich der UHC Höfen vom Dorfverein zu einem breiter aufgestellten Spitzen- und Breitensportverein, der längst nicht nur mehr ein Dorfverein war. Im Spitzenbereich hat sich zudem eine Zusammenarbeit mit dem UHC Thun etabliert, wodurch Junioren ab C-Juniorenstufen beim UHC Thun spielen. Im Gegenzug befindet sich der Spitzensport bei den Damen beim UHC Höfen, die 2005 erstmals in die Nationalliga A aufstiegen und in den nächsten Jahren mehrfach auf- und abstiegen.
Im März 2014 wurde der Verein als Folge der allgemeinen Entwicklung in seinen heutigen Namen Unihockey Berner Oberland umbenannt. In der aktuellen Saison 2015/16 spielt das Spitzenteam wieder in der höchsten Spielklasse.
Die Saison 2015/16 verlief für Unihockey Berner Oberland nicht wunschgemäss. Nach 21 Spielen und keinem Sieg stand das Team am Ende der Saison auf dem achten und letzten Rang der Nationalliga A. In den Playouts konnte ebenfalls kein Spiel gewonnen werden. Folglich musste die erste Mannschaft gegen den Nationalliga B Vertreter der UH Red Lions Frauenfeld antreten. In den Auf-/Abstiegsplayoffs unterlagen die Berner Oberländer gegen die Mannschaft aus dem Kanton Thurgau. Der Verein wird nach nur einem Jahr in der höchsten Spielklasse wieder in die zweithöchste Schweizer Liga absteigen.

## Erfolge
- Nationalliga B: 2003, 2008, 2015

## Teams

### Damen
- Damen NLA
- Damen 2. Liga GF
- Juniorinnen U21 A
- Juniorinnen U17
- Juniorinnen B
- Juniorinnen C1
- Juniorinnen C2
- Juniorinnen E

### Herren
- Herren 5. Liga KF
- Junioren C1
- Junioren C2
- Junioren D
- Junioren E

## Kader 2019/20
| Nr | Position      | Spielername          | Jahrgang | Nationalität |
| -- | ------------- | -------------------- | -------- | ------------ |
| 2  | Stürmerin     | Melea Grossenbacher  | 2002     | Schweiz      |
| 7  | Verteidigerin | Stephanie Krähenbühl | 1993     | Schweiz      |
| 8  | Verteidigerin | Vera Meer            | 1995     | Schweiz      |
| 9  | Stürmerin     | Julia Turunen        | 1995     | Finnland     |
| 10 | Verteidigerin | Céline Stettler      | 2001     | Schweiz      |
| 12 | Stürmerin     | Jana Zwahlen         | 2000     | Schweiz      |
| 14 | Verteidigerin | Sandrine Eggel       | 1999     | Schweiz      |
| 16 | Stürmerin     | Karin Wenger         | 1999     | Schweiz      |
| 17 | Verteidigerin | Patricia Greber      | 1997     | Schweiz      |
| 18 | Stürmerin     | Lara Thierstein      | 1994     | Schweiz      |
| 20 | Stürmerin     | Katja Würsten        | 1997     | Schweiz      |
| 24 | Verteidigerin | Annique Meyer        | 1999     | Schweiz      |
| 28 | Stürmerin     | Sara Piispa          | 1996     | Finnland     |
| 35 | Stürmerin     | Jelena Zurbriggen    | 2000     | Schweiz      |
| 44 | Stürmerin     | Claudia Leu          | 1993     | Schweiz      |
| 46 | Stürmerin     | Viviane Bieri        | 2002     | Schweiz      |
| 70 | Stürmerin     | Laura Steiner        | 1998     | Schweiz      |
| 80 | Stürmerin     | Lisa Willener        | 2001     | Schweiz      |
| 86 | Stürmerin     | Christel Köstinger   | 1992     | Schweiz      |
| 88 | Goalie        | Krista Nieminen      | 1987     | Finnland     |
| 90 | Stürmerin     | Juuli Hakkarainen    | 1990     | Finnland     |
| 93 | Stürmerin     | Fabienne Walther     | 1993     | Schweiz      |
| 94 | Goalie        | Anja von Allmen      | 2001     | Schweiz      |

Stand: 4. November 2019